# Imponderabilia
Nylatinets imponderabilis, ovägbar, är benämning på viktiga faktorer som kan ha stort inflytande men är svåra att exakt mäta.

## Beskrivning
Termen har använts inom naturfilosofi och fysik för att förklara vissa fenomen som ett resultat av osynliga och praktiskt taget viktlösa (latin: Imponderabilis) vätskor. Historiskt föreslagna imponderabla vätskor inkluderar flogiston, eter och kalori. Dessutom ansåg en del fysiker att elektricitet var obegriplig. 

### Vätsketeorier
I en artikel publicerad 1868 beskrev den engelske uppfinnaren och polymaten Fleeming Jenkin otaliga hypoteser om fysik som hade lagts fram som involverade oberäkneliga vätskor:
Leibniz nämner med stort ogillande en viss Hartsoeker som antog att atomer rörde sig i en omgivande vätska, även om idén inte är olik hans egen. Det är svårt att spåra ursprunget till hypotesen, men Galileo och Hobbes talar båda om en subtil eter. Föreställningen om en alltigenom genomträngande ogenomtränglig vätska av detta slag har utgjort en del av många teorier, och eter kom att antas mycket allmänt som ett favoritnamn för vätskan, men kalori var också mycket tänkt som ett medium. Vi hittar till och med ett halvdussin oöverskådliga samexisterande vätskor som betraktas med fördel, en som kallas värme, en annan elektricitet, en annan flogiston, en annat ljus, och många andra, med små hårda atomer som simmar omkring, var och en utrustad med krafter av bortstötning och attraktion av alla slag, som man trodde var önskvärt. Denna idé om materiens konstitution var kanske den värsta av allt. Dessa obestridliga vätskor var bara namn och dessa krafter var antaganden, som inte representerade några observerade fakta.
Inget försök gjordes att visa hur eller varför krafterna verkade, men gravitationen ansågs bero på en ren "kraft", och spekulanter trodde sig fria att föreställa sig hur många krafter som helst, attraktiva eller frånstötande, eller alternerande, varierande som avståndet, eller kvadraten, kuben, eller högre dignitet av avståndet, etc. Till slut blev Ruđer Bošković  av med atomer helt och hållet, genom att anta att de bara var centrum för krafter som endast utövas av en position eller punkt, där ingenting fanns annat än kraften att utöva en kraft.

### Den elektriska vätskan
Termen "elektrisk vätska" användes ibland för att beskriva elektriska krafter som genereras av vad vetenskapen nu kallar ett elektriskt fält. Till exempel består en grundläggande elektrisk pendel av vikter på vilka en elektrisk laddning har applicerats, till exempel genom den statiska elektriska effekten. Eftersom massor med liknande laddningar (det vill säga båda positiva eller båda negativa) kommer att stöta bort varandra, skapades en "elektrisk vätska" för att förklara effekten: "vätskan som sprids på den ena kulan stöter bort och stöts bort av vätskan som sprids på den andra kulan, och att bollarna som täcks av vätskan stöts bort ömsesidigt."
M. Martin Ziegler patenterade en metod för att producera "vital vätska" genom att kombinera kväve och kol i en porös cell som innehåller ammoniak, nedsänkt i ett kärl bearbetat med melass. Strömmen skulle flyta genom sidentrådar fästa vid kärlet omkring 1868.